# International Skating Union
International Skating Union, ISU, är en organisation som organiserar internationella tävlingar inom skridskoåkning, närmare bestämt konståkning, teamåkning, hastighetsåkning på skridskor och short track. ISU grundades i juli 1892 i Scheveningen, Nederländerna. med bland annat Stockholms Allmänna Skridskoklubb som en av de ursprungliga medlemmarna, och beslutade 1895 att enbart vara en amatörorganisation. Huvudkontoret ligger i Lausanne i Schweiz.
Inom konståkning anordnas varje säsong världsmästerskap, Europamästerskap och ett mästerskap för alla länder som inte tillhör Europa som kallas "Fyra kontinenternas mästerskap".

### Fotnoter
1. ↑  ”ISU”. Arkiverad från originalet den 4 oktober 2011. https://web.archive.org/web/20111004001844/http://www.sportcentric.com/vsite/vcontent/page/custom/0%2C8510%2C4844-130844-132152-20256-74409-custom-item%2C00.html. Läst 18 juni 2011.